# Premi e riconoscimenti di Björk
Björk è una cantante e cantautrice Islandese, produttrice discografica e attrice da Reykjavík, che ha ricevuto molti premi e candidature per la sua opera.
Dopo aver raggiunto popolarità internazionale come cantante principale degli Sugarcubes, è diventata famosa con l'uscita del suo primo album Debut, nel 1993. In questo periodo ha vinto diversi premi, fra cui il BRIT Award per l'"Atto Rivoluzionario Internazionale" e gli NME Awards come "Miglior Artista Solista". Agli MTV Video Music Awards del 1994 ha ricevuto sei candidature per il video musicale del suo primo singolo, Human Behaviour. In seguito all'uscita del suo secondo album, Post (1995), la cantante ha vinto cinque premi agli Icelandic Music Awards e gli MTV Europe Music Awards come "Miglior Donna", diventando inoltre la prima artista a ricevere il "Premio Avanguardia" agli ASCAP Awards; il video del suo singolo It's Oh So Quiet ha vinto agli MTV Video Music Awards il premio alla "Miglior Coreografia in un Video". Il terzo album della cantante, Homogenic, è stato pubblicato nel 1997: ne sono stati acclamati i video musicali, fra cui quello per Bachelorette, diretto da Michel Gondry, e per All Is Full of Love, diretto da Chris Cunningham, che hanno ricevuto numerosi riconoscimenti, inclusi tre MTV Video Music Awards per la "Miglior Direzione Artistica in un Video", il "Video Rivoluzionario" e i "Migliori Effetti Speciali in un Video".
Nel 2000, Björk ha recitato nel musical drammatico di Lars von Trier Dancer in the Dark, presentato in anteprima al Festival di Cannes del 2000 e vincitore della Palma d'Oro. Per aver interpretato il ruolo di Selma Ježková nel film, la cantante ha ricevuto premi come "Migliore Attrice" al Festival di Cannes e agli European Film Awards, e ha ottenuto una candidatura come "Miglior Attrice in un Film – Dramma" ai Golden Globes. Björk ha anche composto la colonna sonora del film, SelmaSongs, che include la canzone I've Seen It All. Quest'ultimo brano ha ricevuto una candidatura come "Miglior Canzone Originale" alla 58ª edizione dei Golden Globes ed un'altra alla 73ª edizione dei Premi Oscar, durante i quali Björk ha indossato il suo famoso abito cigno.
Il video musicale di Wanderlust, il quarto singolo dal suo sesto album in studio Volta (2007), è stato uno dei primi video musicali al mondo girato con la stereoscopia in 3D e ha ricevuto numerosi riconoscimenti, tra cui tre UK Music Video Awards. Nel 2010 ha ricevuto il Polar Music Prize, conferito dalla Royal Swedish Academy of Music, un riconoscimento considerato come "il Premio Nobel per la Musica". Con l'uscita del suo settimo album Biophilia (2011), Björk ha ottenuto il premio di "Artista dell'Anno" ai Webby Awards e il "Premio Innovazione MGP" ai Music Producers Guild Awards. Biophilia e la relativa app sono state incluse nella collezione permanente del Museum of Modern Art. Nel 2015 il museo ha onorato la cantante con un'apposita retrospettiva, curata da Klaus Biesenbach. In seguito alla retrospettiva, Björk ha ideato Björk Digital, una mostra immersiva in cui venivano mostrati i video in realtà virtuale per i brani tratti dal suo ottavo album in studio Vulnicura (2015). Il video della canzone Notget ha vinto il Grand Prix nella categoria "Opera Digitale" al Festival internazionale della creatività Leoni di Cannes.
Björk è la quinta artista internazionale di maggior successo ai BRIT Awards, grazie alle sue cinque vittorie, ed è anche l'artista con le maggiori vittorie e candidature nella categoria "Artista Femminile Solista Internazionale". Con quindici candidature ricevute ai Grammys, è l'artista femminile con il maggior numero di nomination a non aver mai vinto, e in generale la quarta artista più nominata a non aver mai vinto, insieme a Joe Satriani e Fred Hersch, e dietro Zubin Mehta, Snoop Dogg e Brian McKnight. Oltre ai riconoscimenti musicali e cinematografici, la cantante ha ricevuto la medaglia di Cavaliere dell'Ordine del Falcone dal presidente dell'Islanda nel 1997, e la medaglia di Cavaliere dell'Ordine nazionale al merito francese dal presidente della Francia nel 2001. Nel 2015 è stata inclusa dal Time nella lista delle 100 persone più influenti al mondo.

## Premi e candidature
| Premio                                                   | Anno | Destinatario/i e nomination              | Categoria                                                             | Esito           |
| -------------------------------------------------------- | ---- | ---------------------------------------- | --------------------------------------------------------------------- | --------------- |
| AIM Independent Music Awards                             | 2011 | Björk                                    | Contributo Eccezionale alla Musica                                    | Riconoscimento  |
| AIM Independent Music Awards                             | 2015 | Vulnicura                                | Album Indipendente dell'Anno                                          | Candidato/a     |
| AIM Independent Music Awards                             | 2015 | Ristampa del catalogo in vinile colorato | Categoria Speciale Pubblicazione dell'Anno                            | Candidato/a     |
| Annie Awards                                             | 1997 | I Miss You                               | Miglior Corto Animato                                                 | Vincitore/trice |
| Antville Music Video Awards                              | 2005 | Triumph of a Heart                       | Miglior Video                                                         | Candidato/a     |
| Antville Music Video Awards                              | 2005 | Where Is the Line                        | Peggior Video                                                         | Candidato/a     |
| Antville Music Video Awards                              | 2008 | Wanderlust                               | Miglior Video Animato                                                 | Candidato/a     |
| Antville Music Video Awards                              | 2008 | Wanderlust                               | Miglior Direzione Artistica                                           | Vincitore/trice |
| Antville Music Video Awards                              | 2008 | Wanderlust                               | Miglior Video Musicale dell'Anno                                      | Vincitore/trice |
| Antville Music Video Awards                              | 2011 | Crystalline                              | Miglior Direzione Artistica                                           | Candidato/a     |
| Antville Music Video Awards                              | 2012 | Mutual Core                              | Miglior Direzione Artistica                                           | Candidato/a     |
| Antville Music Video Awards                              | 2012 | Mutual Core                              | Migliori Effetti Visivi                                               | Vincitore/trice |
| ArtFutura Festival                                       | 1999 | All Is Full of Love                      | Premio della Giuria                                                   | Vincitore/trice |
| ASCAP Awards                                             | 1996 | Björk                                    | Premio Avanguardia ASCAP                                              | Riconoscimento  |
| Australian Effects and Animation Festival                | 2000 | All Is Full of Love                      | Miglior Video Musicale                                                | Vincitore/trice |
| Awards Circuit Community Awards                          | 2000 | Björk (per Dancer in the Dark)           | Miglior Attrice Protagonista                                          | Candidato/a     |
| BBC Radio 3 Awards for World Music                       | 2005 | Björk                                    | Oltrepassando il Confine                                              | Candidato/a     |
| Billboard Music Video Awards                             | 1998 | Bachelorette                             | Miglior Video di Alternative/Rock Moderno                             | Candidato/a     |
| Brit Awards                                              | 1994 | Björk                                    | Atto Rivoluzionario Internazionale                                    | Vincitore/trice |
| Brit Awards                                              | 1994 | Björk                                    | Artista Femminile Solista Internazionale                              | Vincitore/trice |
| Brit Awards                                              | 1996 | Björk                                    | Artista Femminile Solista Internazionale                              | Vincitore/trice |
| Brit Awards                                              | 1998 | Björk                                    | Artista Femminile Solista Internazionale                              | Vincitore/trice |
| Brit Awards                                              | 2001 | SelmaSongs                               | Colonna Sonora/Registrazione del Cast                                 | Candidato/a     |
| Brit Awards                                              | 2002 | Björk                                    | Artista Femminile Solista Internazionale                              | Candidato/a     |
| Brit Awards                                              | 2006 | Björk                                    | Artista Femminile Solista Internazionale                              | Candidato/a     |
| Brit Awards                                              | 2008 | Björk                                    | Artista Femminile Solista Internazionale                              | Candidato/a     |
| Brit Awards                                              | 2012 | Björk                                    | Artista Femminile Solista Internazionale                              | Candidato/a     |
| Brit Awards                                              | 2016 | Björk                                    | Artista Femminile Solista Internazionale                              | Vincitore/trice |
| Brit Awards                                              | 2018 | Björk                                    | Artista Femminile Solista Internazionale                              | Candidato/a     |
| Brit Insurance Design Awards                             | 2010 | Voltaïc                                  | Premio Grafica                                                        | Riconoscimento  |
| Bröste Optimist Award                                    | 1999 | Björk                                    | Premio Bröste Optimist                                                | Candidato/a     |
| BT Digital Music Awards                                  | 2008 | Björk                                    | Miglior Artista di Elettronica o DJ                                   | Candidato/a     |
| Berlin Music Video Awards                                | 2018 | Utopia                                   | Miglior Direzione Artistica                                           | Candidato/a     |
| Chicago Film Critics Association Awards                  | 2001 | Björk (per Dancer in the Dark)           | Miglior Attrice                                                       | Candidato/a     |
| Chicago Film Critics Association Awards                  | 2001 | Björk (per Dancer in the Dark)           | Attrice Più Promettente                                               | Candidato/a     |
| Chicago Film Critics Association Awards                  | 2001 | SelmaSongs                               | Miglior Colonna Sonora Originale                                      | Candidato/a     |
| Chlotrudis Awards                                        | 2001 | Björk (per Dancer in the Dark)           | Miglior Attrice                                                       | Candidato/a     |
| D&AD Awards                                              | 1996 | Hyperballad                              | Effetti Speciali – Matita in Grafite                                  | Vincitore/trice |
| D&AD Awards                                              | 1996 | It's Oh So Quiet                         | Direzione – Matita in Grafite                                         | Vincitore/trice |
| D&AD Awards                                              | 1996 | Isobel                                   | Cinematografia – Matita in Legno                                      | Vincitore/trice |
| D&AD Awards                                              | 1998 | Bachelorette                             | Video Promozionale Pop con un budget di oltre £40.000 – Matita Gialla | Vincitore/trice |
| D&AD Awards                                              | 1998 | Homogenic                                | Singoli Compact Disks, Nastri e Custodie per Dischi – Matita in Legno | Vincitore/trice |
| D&AD Awards                                              | 2000 | All Is Full of Love                      | Direzione – Matita Nera                                               | Vincitore/trice |
| D&AD Awards                                              | 2000 | All Is Full of Love                      | Cinematografia – Matita Gialla                                        | Vincitore/trice |
| D&AD Awards                                              | 2000 | All Is Full of Love                      | Animazione – Matita Gialla                                            | Vincitore/trice |
| D&AD Awards                                              | 2000 | All Is Full of Love                      | Effetti Speciali – Matita Gialla                                      | Vincitore/trice |
| D&AD Awards                                              | 2003 | Nature Is Ancient                        | Animazione – Matita in Legno                                          | Vincitore/trice |
| D&AD Awards                                              | 2004 | Desired Constellation                    | Direzione – Matita Gialla                                             | Vincitore/trice |
| D&AD Awards                                              | 2004 | Unravel                                  | Direzione – Matita Gialla                                             | Vincitore/trice |
| D&AD Awards                                              | 2004 | Pluto                                    | Direzione – Matita in Grafite                                         | Vincitore/trice |
| D&AD Awards                                              | 2004 | It's in Our Hands (Soft Pink Truth Mix)  | Direzione – Matita in Legno                                           | Vincitore/trice |
| D&AD Awards                                              | 2004 | Nameless                                 | Direzione – Matita in Legno                                           | Vincitore/trice |
| D&AD Awards                                              | 2005 | Triumph of a Heart                       | Direzione – Matita Gialla                                             | Vincitore/trice |
| D&AD Awards                                              | 2005 | Who Is It                                | Cinematografia – Matita in Legno                                      | Vincitore/trice |
| D&AD Awards                                              | 2005 | Oceania                                  | Animazione – Matita in Legno                                          | Vincitore/trice |
| D&AD Awards                                              | 2008 | Declare Independence                     | Direzione Artistica – Matita in Grafite                               | Vincitore/trice |
| D&AD Awards                                              | 2009 | Wanderlust                               | Direzione Artistica – Matita Gialla                                   | Vincitore/trice |
| D&AD Awards                                              | 2009 | Wanderlust                               | Video Musicali – Matita Gialla                                        | Vincitore/trice |
| D&AD Awards                                              | 2009 | Wanderlust                               | Effetti Speciali – Matita Gialla                                      | Vincitore/trice |
| D&AD Awards                                              | 2017 | Produzione di Björk Digital              | Installazioni Digitali – Matita in Legno                              | Vincitore/trice |
| Danish Music Awards                                      | 1994 | Björk                                    | Miglior Nuovo Atto Internazionale                                     | Vincitore/trice |
| Danish Music Awards                                      | 1994 | Björk                                    | Miglior Donna Internazionale                                          | Vincitore/trice |
| Danish Music Awards                                      | 1996 | Björk                                    | Miglior Donna Internazionale                                          | Vincitore/trice |
| Danish Music Awards                                      | 1998 | Björk                                    | Miglior Donna Internazionale                                          | Vincitore/trice |
| European Film Awards                                     | 2000 | Björk (per Dancer in the Dark)           | Miglior Attrice                                                       | Vincitore/trice |
| European Film Awards                                     | 2000 | Björk (per Dancer in the Dark)           | Scelta del Pubblico Jameson per la Miglior Attrice Europea            | Vincitore/trice |
| Festival di Cannes                                       | 2000 | Björk (per Dancer in the Dark)           | Miglior Attrice                                                       | Vincitore/trice |
| Festival internazionale del cinema di Porto              | 2000 | Hunter                                   | Scelta del Pubblico                                                   | Vincitore/trice |
| Festival internazionale del cinema di Porto              | 2000 | All Is Full of Love                      | Miglior Video                                                         | Vincitore/trice |
| Festival internazionale della creatività Leoni di Cannes | 2017 | Notget                                   | Opera Digitale                                                        | Vincitore/trice |
| Festival Internazionale del Film di Ginevra              | 2017 | Notget                                   | Gara internazionale di opere in VR                                    | Vincitore/trice |
| GAFFA Awards (Danimarca)                                 | 1993 | Björk                                    | Artista Solista Internazionale dell'Anno                              | Vincitore/trice |
| GAFFA Awards (Danimarca)                                 | 1993 | Björk                                    | Più Sottovalutato                                                     | Candidato/a     |
| GAFFA Awards (Danimarca)                                 | 1993 | Björk                                    | Nuovo Artista dell'Anno                                               | Vincitore/trice |
| GAFFA Awards (Danimarca)                                 | 1993 | Debut                                    | Album dell'Anno                                                       | Candidato/a     |
| GAFFA Awards (Danimarca)                                 | 1993 | Human Behaviour                          | Video dell'Anno                                                       | Vincitore/trice |
| GAFFA Awards (Danimarca)                                 | 1994 | Björk                                    | Artista Solista Internazionale dell'Anno                              | Vincitore/trice |
| GAFFA Awards (Danimarca)                                 | 1995 | Björk                                    | Artista Solista Internazionale dell'Anno                              | Vincitore/trice |
| GAFFA Awards (Danimarca)                                 | 1996 | Björk                                    | Artista Solista Internazionale dell'Anno                              | Candidato/a     |
| GAFFA Awards (Danimarca)                                 | 1997 | Björk                                    | Artista Femminile Internazionale dell'Anno                            | Vincitore/trice |
| GAFFA Awards (Danimarca)                                 | 1997 | Homogenic                                | Album Internazionale dell'Anno                                        | Candidato/a     |
| GAFFA Awards (Danimarca)                                 | 2001 | Björk                                    | Artista Femminile Internazionale dell'Anno                            | Vincitore/trice |
| GAFFA Awards (Danimarca)                                 | 2004 | Björk                                    | Artista Femminile Internazionale dell'Anno                            | Vincitore/trice |
| GAFFA Awards (Danimarca)                                 | 2004 | Medúlla                                  | Album Internazionale dell'Anno                                        | Candidato/a     |
| GAFFA Awards (Danimarca)                                 | 2007 | Björk                                    | Artista Femminile Internazionale dell'Anno                            | Candidato/a     |
| GAFFA Awards (Danimarca)                                 | 2011 | Björk                                    | Artista Femminile Internazionale dell'Anno                            | Candidato/a     |
| GAFFA Awards (Danimarca)                                 | 2011 | Crystalline                              | Video Internazionale dell'Anno                                        | Vincitore/trice |
| GAFFA Awards (Danimarca)                                 | 2015 | Björk                                    | Artista Femminile Internazionale dell'Anno                            | Candidato/a     |
| GAFFA Awards (Svezia)                                    | 2018 | Utopia                                   | Album Internazionale dell'Anno                                        | Candidato/a     |
| GAFFA Awards (Svezia)                                    | 2018 | Björk                                    | Artista Solista Internazionale dell'Anno                              | Vincitore/trice |
| Gilda Russa dei Critici Cinematografici                  | 2001 | Björk (per Dancer in the Dark)           | Miglior Attrice Straniera                                             | Vincitore/trice |
| Golden Globe Awards                                      | 2001 | Björk (per Dancer in the Dark)           | Miglior Attrice in un Film – Dramma                                   | Candidato/a     |
| Golden Globe Awards                                      | 2001 | I've Seen It All                         | Miglior Canzone Originale                                             | Candidato/a     |
| Grammy Awards                                            | 1994 | Human Behaviour                          | Miglior Video Musicale, Versione Corto                                | Candidato/a     |
| Grammy Awards                                            | 1996 | It's Oh So Quiet                         | Miglior Video Musicale, Versione Corto                                | Candidato/a     |
| Grammy Awards                                            | 1996 | Post                                     | Miglior Performance di Alternative                                    | Candidato/a     |
| Grammy Awards                                            | 1998 | Homogenic                                | Miglior Performance di Alternative                                    | Candidato/a     |
| Grammy Awards                                            | 1999 | Bachelorette                             | Miglior Video Musicale, Versione Corto                                | Candidato/a     |
| Grammy Awards                                            | 2000 | All Is Full of Love                      | Miglior Video Musicale, Versione Corto                                | Candidato/a     |
| Grammy Awards                                            | 2001 | Overture                                 | Miglior Performance Pop Strumentale                                   | Candidato/a     |
| Grammy Awards                                            | 2001 | I've Seen It All                         | Miglior Arrangiamento Pop Strumentale per accompagnamento vocale      | Candidato/a     |
| Grammy Awards                                            | 2002 | Vespertine                               | Miglior Album di Alternative                                          | Candidato/a     |
| Grammy Awards                                            | 2005 | Oceania                                  | Miglior Interpretazione Vocale Pop Femminile                          | Candidato/a     |
| Grammy Awards                                            | 2005 | Medúlla                                  | Miglior Album di Alternative                                          | Candidato/a     |
| Grammy Awards                                            | 2008 | Volta                                    | Miglior Album di Alternative                                          | Candidato/a     |
| Grammy Awards                                            | 2013 | Biophilia                                | Miglior Album di Alternative                                          | Candidato/a     |
| Grammy Awards                                            | 2016 | Vulnicura                                | Miglior Album di Alternative                                          | Candidato/a     |
| Grammy Awards                                            | 2019 | Utopia                                   | Miglior Album di Alternative                                          | Candidato/a     |
| Hungarian Music Awards                                   | 2012 | Biophilia                                | Album Alternative Internazionale dell'Anno                            | Candidato/a     |
| Icelandic Music Awards                                   | 1994 | Venus as a Boy                           | Canzone dell'Anno                                                     | Candidato/a     |
| Icelandic Music Awards                                   | 1994 | Debut                                    | Album dell'Anno                                                       | Candidato/a     |
| Icelandic Music Awards                                   | 1994 | Björk                                    | Cantante Femminile dell'Anno                                          | Vincitore/trice |
| Icelandic Music Awards                                   | 1994 | Björk                                    | Compositore dell'Anno                                                 | Candidato/a     |
| Icelandic Music Awards                                   | 1994 | Björk                                    | Cantautore dell'Anno                                                  | Candidato/a     |
| Icelandic Music Awards                                   | 1995 | Björk                                    | Cantante Femminile dell'Anno                                          | Candidato/a     |
| Icelandic Music Awards                                   | 1996 | Army of Me                               | Canzone dell'Anno                                                     | Vincitore/trice |
| Icelandic Music Awards                                   | 1996 | Isobel                                   | Canzone dell'Anno                                                     | Candidato/a     |
| Icelandic Music Awards                                   | 1996 | Post                                     | Album dell'Anno                                                       | Vincitore/trice |
| Icelandic Music Awards                                   | 1996 | Björk                                    | Band/Artista dell'Anno                                                | Vincitore/trice |
| Icelandic Music Awards                                   | 1996 | Björk                                    | Cantante Femminile dell'Anno                                          | Vincitore/trice |
| Icelandic Music Awards                                   | 1996 | Björk                                    | Compositore dell'Anno                                                 | Vincitore/trice |
| Icelandic Music Awards                                   | 1996 | Björk                                    | Cantautore dell'Anno                                                  | Candidato/a     |
| Icelandic Music Awards                                   | 1997 | Björk                                    | Cantante Femminile dell'Anno                                          | Candidato/a     |
| Icelandic Music Awards                                   | 1998 | Jóga                                     | Canzone dell'Anno                                                     | Vincitore/trice |
| Icelandic Music Awards                                   | 1998 | Bachelorette                             | Canzone dell'Anno                                                     | Candidato/a     |
| Icelandic Music Awards                                   | 1998 | Homogenic                                | Album dell'Anno                                                       | Vincitore/trice |
| Icelandic Music Awards                                   | 1998 | Björk                                    | Artista dell'Anno                                                     | Vincitore/trice |
| Icelandic Music Awards                                   | 1998 | Björk                                    | Cantante Femminile dell'Anno                                          | Vincitore/trice |
| Icelandic Music Awards                                   | 1998 | Björk                                    | Compositore dell'Anno                                                 | Vincitore/trice |
| Icelandic Music Awards                                   | 1998 | Björk                                    | Cantautore dell'Anno                                                  | Candidato/a     |
| Icelandic Music Awards                                   | 1999 | Björk                                    | Artista dell'Anno                                                     | Vincitore/trice |
| Icelandic Music Awards                                   | 1999 | Björk                                    | Cantante Femminile dell'Anno                                          | Vincitore/trice |
| Icelandic Music Awards                                   | 2000 | Björk                                    | Artista dell'Anno                                                     | Vincitore/trice |
| Icelandic Music Awards                                   | 2000 | Björk                                    | Cantante Femminile dell'Anno                                          | Candidato/a     |
| Icelandic Music Awards                                   | 2002 | Pagan Poetry                             | Canzone dell'Anno                                                     | Candidato/a     |
| Icelandic Music Awards                                   | 2002 | Pagan Poetry                             | Video dell'Anno                                                       | Candidato/a     |
| Icelandic Music Awards                                   | 2002 | Vespertine                               | Album dell'Anno                                                       | Candidato/a     |
| Icelandic Music Awards                                   | 2002 | Björk                                    | Cantante Femminile dell'Anno                                          | Vincitore/trice |
| Icelandic Music Awards                                   | 2002 | Björk                                    | Performer dell'Anno                                                   | Candidato/a     |
| Icelandic Music Awards                                   | 2005 | Medúlla                                  | Album Pop dell'Anno                                                   | Candidato/a     |
| Icelandic Music Awards                                   | 2005 | Björk                                    | Cantante Femminile dell'Anno                                          | Candidato/a     |
| Icelandic Music Awards                                   | 2005 | Oceania                                  | Video dell'Anno                                                       | Vincitore/trice |
| Icelandic Music Awards                                   | 2005 | Who Is It                                | Video dell'Anno                                                       | Candidato/a     |
| Icelandic Music Awards                                   | 2006 | Drawing Restraint 9                      | Album Alternative dell'Anno                                           | Candidato/a     |
| Icelandic Music Awards                                   | 2008 | Volta                                    | Album Alternative dell'Anno                                           | Candidato/a     |
| Icelandic Music Awards                                   | 2008 | Björk                                    | Cantante Femminile dell'Anno                                          | Vincitore/trice |
| Icelandic Music Awards                                   | 2008 | Björk                                    | Performer dell'Anno                                                   | Vincitore/trice |
| Icelandic Music Awards                                   | 2009 | Wanderlust                               | Video dell'Anno                                                       | Vincitore/trice |
| Icelandic Music Awards                                   | 2009 | Björk                                    | Performer dell'Anno                                                   | Candidato/a     |
| Icelandic Music Awards                                   | 2012 | Biophilia                                | Album Pop/Rock dell'Anno                                              | Candidato/a     |
| Icelandic Music Awards                                   | 2012 | Crystalline                              | Canzone Pop/Rock dell'Anno                                            | Candidato/a     |
| Icelandic Music Awards                                   | 2012 | Björk                                    | Cantante Femminile Pop, Rock, Jazz o Blues dell'Anno                  | Candidato/a     |
| Icelandic Music Awards                                   | 2012 | Björk                                    | Performer Pop, Rock, Jazz o Blues dell'Anno                           | Vincitore/trice |
| Icelandic Music Awards                                   | 2012 | Biophilia Tour – Live at Harpa           | Evento Musicale dell'Anno                                             | Vincitore/trice |
| Icelandic Music Awards                                   | 2013 | Mutual Core                              | Video Musicale dell'Anno                                              | Candidato/a     |
| Icelandic Music Awards                                   | 2016 | Vulnicura                                | Album Pop dell'Anno                                                   | Vincitore/trice |
| Icelandic Music Awards                                   | 2016 | Stonemilker                              | Canzone Pop dell'Anno                                                 | Candidato/a     |
| Icelandic Music Awards                                   | 2016 | Björk                                    | Cantante Femminile dell'Anno                                          | Vincitore/trice |
| Icelandic Music Awards                                   | 2016 | Björk                                    | Cantautore dell'Anno                                                  | Vincitore/trice |
| Icelandic Music Awards                                   | 2016 | Björk                                    | Produttore dell'Anno                                                  | Vincitore/trice |
| Icelandic Music Awards                                   | 2018 | Björk                                    | Compositore dell'Anno                                                 | Candidato/a     |
| Icelandic Music Awards                                   | 2018 | Utopia                                   | Album Pop dell'Anno                                                   | Candidato/a     |
| Icelandic Music Awards                                   | 2018 | Utopia                                   | Copertina d'Album dell'Anno                                           | Candidato/a     |
| Icelandic Music Awards                                   | 2022 | Björk Orkestral – Live from Harpa        | Evento Musicale dell'Anno                                             | Vincitore/trice |
| IFPI Platinum Europe Awards                              | 1996 | Post                                     | Award Level 1                                                         | Vincitore/trice |
| IFPI Platinum Europe Awards                              | 2001 | Homogenic                                | Award Level 1                                                         | Vincitore/trice |
| International Dance Music Awards                         | 1996 | Björk                                    | Miglior Artista Femminile                                             | Vincitore/trice |
| International Monitor Awards                             | 2000 | All Is Full of Love                      | Migliori Effetti Speciali in un Video                                 | Vincitore/trice |
| International Monitor Awards                             | 2000 | All Is Full of Love                      | Miglior Animazione 3D in un Video Musicale                            | Vincitore/trice |
| Italian Music Awards                                     | 2002 | Björk                                    | Miglior Artista Internazionale Femminile                              | Candidato/a     |
| Las Vegas Film Critics Society Awards                    | 2000 | Björk (per Dancer in the Dark)           | Miglior Attrice                                                       | Candidato/a     |
| Las Vegas Film Critics Society Awards                    | 2000 | Björk (per Dancer in the Dark)           | Miglior Donna Emergente                                               | Candidato/a     |
| London Effects and Animation Festival Awards             | 2000 | All Is Full of Love                      | Video Musicali                                                        | Vincitore/trice |
| London Effects and Animation Festival Awards             | 2001 | Cocoon                                   | Video Musicali                                                        | Candidato/a     |
| Los Angeles Film Critics Association Awards              | 2000 | SelmaSongs                               | Miglior Musica                                                        | Candidato/a     |
| Lovie Awards                                             | 2011 | Björk                                    | Premio alla Carriera                                                  | Riconoscimento  |
| Lunas del Auditorio                                      | 2012 | Biophilia Tour – Live at Cumbre Tajín    | Performance Alternativa                                               | Candidato/a     |
| Meteor Music Awards                                      | 2008 | Volta Tour – Live at Electric Picnic     | Miglior Performance Internazionale Live                               | Candidato/a     |
| Meteor Music Awards                                      | 2008 | Björk                                    | Miglior Donna Internazionale                                          | Candidato/a     |
| Mojo Awards                                              | 2007 | Björk                                    | Premio Ispirazione                                                    | Riconoscimento  |
| MTV Digital Days                                         | 2015 | Stonemilker                              | Miglior Video Innovativo                                              | Candidato/a     |
| MTV Europe Music Awards                                  | 1994 | Big Time Sensuality                      | Miglior Canzone                                                       | Candidato/a     |
| MTV Europe Music Awards                                  | 1994 | Björk                                    | Miglior Donna                                                         | Candidato/a     |
| MTV Europe Music Awards                                  | 1995 | Björk                                    | Miglior Donna                                                         | Vincitore/trice |
| MTV Europe Music Awards                                  | 1996 | Björk                                    | Miglior Donna                                                         | Candidato/a     |
| MTV Europe Music Awards                                  | 1997 | Björk                                    | Miglior Donna                                                         | Candidato/a     |
| MTV Europe Music Awards                                  | 1999 | All Is Full of Love                      | Miglior Video                                                         | Candidato/a     |
| MTV Europe Music Awards                                  | 2004 | Björk                                    | Miglior Artista Alternative                                           | Candidato/a     |
| MTV Video Music Awards                                   | 1993 | Human Behaviour                          | Scelta del Pubblico Internazionale – MTV Europe                       | Candidato/a     |
| MTV Video Music Awards                                   | 1994 | Human Behaviour                          | Miglior Video di un'Artista Femminile                                 | Candidato/a     |
| MTV Video Music Awards                                   | 1994 | Human Behaviour                          | Miglior Nuovo Artista in un Video                                     | Candidato/a     |
| MTV Video Music Awards                                   | 1994 | Human Behaviour                          | Video Rivoluzionario                                                  | Candidato/a     |
| MTV Video Music Awards                                   | 1994 | Human Behaviour                          | Migliori Effetti Speciali in un Video                                 | Candidato/a     |
| MTV Video Music Awards                                   | 1994 | Human Behaviour                          | Miglior Montaggio in un Video                                         | Candidato/a     |
| MTV Video Music Awards                                   | 1994 | Human Behaviour                          | Miglior Direzione Artistica in un Video                               | Candidato/a     |
| MTV Video Music Awards                                   | 1995 | Army of Me                               | Migliori Effetti Speciali in un Video                                 | Candidato/a     |
| MTV Video Music Awards                                   | 1995 | Army of Me                               | Scelta del Pubblico Internazionale – MTV Europe                       | Candidato/a     |
| MTV Video Music Awards                                   | 1996 | It's Oh So Quiet                         | Miglior Coreografia in un Video                                       | Vincitore/trice |
| MTV Video Music Awards                                   | 1996 | It's Oh So Quiet                         | Miglior Video di un'Artista Femminile                                 | Candidato/a     |
| MTV Video Music Awards                                   | 1996 | It's Oh So Quiet                         | Video Rivoluzionario                                                  | Candidato/a     |
| MTV Video Music Awards                                   | 1996 | It's Oh So Quiet                         | Miglior Regia in un Video                                             | Candidato/a     |
| MTV Video Music Awards                                   | 1996 | It's Oh So Quiet                         | Miglior Direzione Artistica in un Video                               | Candidato/a     |
| MTV Video Music Awards                                   | 1996 | It's Oh So Quiet                         | Scelta del Pubblico Internazionale – MTV Europe                       | Candidato/a     |
| MTV Video Music Awards                                   | 1998 | Bachelorette                             | Miglior Direzione Artistica in un Video                               | Vincitore/trice |
| MTV Video Music Awards                                   | 2000 | All Is Full of Love                      | Video Rivoluzionario                                                  | Vincitore/trice |
| MTV Video Music Awards                                   | 2000 | All Is Full of Love                      | Migliori Effetti Speciali in un Video                                 | Vincitore/trice |
| MTV Video Music Awards                                   | 2009 | Human Behaviour                          | Miglior Video (Che Avrebbe Dovuto Vincere un Moonman)                 | Candidato/a     |
| MTV Video Music Awards Japan                             | 2002 | www.bjork.com                            | Miglior Sito Web                                                      | Candidato/a     |
| MTV Video Music Awards Japan                             | 2012 | Crystalline                              | Miglior Video di un'Artista Femminile                                 | Candidato/a     |
| Music Producers Guild Awards                             | 2009 | Björk                                    | Joe Meek Award per l'Innovazione nella Produzione                     | Candidato/a     |
| Music Producers Guild Awards                             | 2011 | Björk                                    | Joe Meek Award per l'Innovazione nella Produzione                     | Candidato/a     |
| Music Producers Guild Awards                             | 2013 | Björk                                    | Premio Innovazione MGP                                                | Riconoscimento  |
| Music Producers Guild Awards                             | 2016 | Björk                                    | Produttore Internazionale dell'Anno                                   | Candidato/a     |
| Music Week Awards                                        | 2000 | All Is Full of Love                      | Miglior Direzione Artistica in un Video                               | Vincitore/trice |
| Music Week Awards                                        | 2000 | All Is Full of Love                      | Migliori Effetti Speciali in un Video                                 | Vincitore/trice |
| Music Week Awards                                        | 2000 | All Is Full of Love                      | Miglior Video Alternative                                             | Candidato/a     |
| Music Week Awards                                        | 2000 | All Is Full of Love                      | Miglior Cinematografia                                                | Candidato/a     |
| Music Week Awards                                        | 2000 | All Is Full of Love                      | Miglior Montaggio in un Video                                         | Candidato/a     |
| National Board of Review Awards                          | 2001 | Björk (per Dancer in the Dark)           | Performance Musicale Drammatica Eccezionale                           | Vincitore/trice |
| New York Film Critics Circle Awards                      | 2001 | Björk (per Dancer in the Dark)           | Miglior Attrice                                                       | Candidato/a     |
| NME Awards                                               | 1994 | Björk                                    | Oggetto di Desiderio                                                  | Vincitore/trice |
| NME Awards                                               | 1994 | Björk                                    | Miglior Artista Solista                                               | Vincitore/trice |
| NME Awards                                               | 1998 | Björk                                    | Miglior Artista Solista                                               | Candidato/a     |
| NME Awards                                               | 2012 | Biophilia                                | Miglior Copertina d'Album                                             | Candidato/a     |
| O Music Awards                                           | 2011 | Björk                                    | Genio Digitale                                                        | Riconoscimento  |
| Online Film Critics Society Awards                       | 2001 | Björk (per Dancer in the Dark)           | Miglior Attrice                                                       | Candidato/a     |
| Online Film Critics Society Awards                       | 2001 | Björk (per Dancer in the Dark)           | Miglior Performance Rivoluzionaria                                    | Vincitore/trice |
| Online Film Critics Society Awards                       | 2001 | SelmaSongs                               | Miglior Colonna Sonora Originale                                      | Candidato/a     |
| Online Film & Television Association Awards              | 2001 | Björk (per Dancer in the Dark)           | Miglior Performance Rivoluzionaria Femminile                          | Candidato/a     |
| Online Film & Television Association Awards              | 2001 | SelmaSongs                               | Miglior Colonna Sonora Originale                                      | Candidato/a     |
| Online Film & Television Association Awards              | 2001 | I've Seen It All                         | Miglior Canzone Originale                                             | Vincitore/trice |
| Online Film & Television Association Awards              | 2001 | New World                                | Miglior Canzone Originale                                             | Candidato/a     |
| Online Music Awards                                      | 2000 | Björk                                    | Artista Femminile Preferita                                           | Vincitore/trice |
| Online Music Awards                                      | 2000 | Björk                                    | Donna Più Provocante                                                  | Candidato/a     |
| Online Music Awards                                      | 2000 | Björk                                    | Artista Tatuato Preferito                                             | Vincitore/trice |
| Online Music Awards                                      | 2000 | www.bjork.com                            | Miglior Sito Ufficiale                                                | Candidato/a     |
| Online Music Awards                                      | 2002 | www.bjork.com                            | Miglior Pagina d'Artista                                              | Candidato/a     |
| Online Music Awards                                      | 2004 | www.bjork.com                            | Miglior Pagina d'Artista Internazionale                               | Vincitore/trice |
| Ordine del Falcone                                       | 1997 | Björk                                    | Cavaliere dell'Ordine del Falcone                                     | Riconoscimento  |
| Ordine nazionale al merito                               | 2001 | Björk                                    | Cavaliere dell'Ordine                                                 | Riconoscimento  |
| Phoenix Film Critics Society Awards                      | 2001 | I've Seen It All                         | Miglior Canzone Originale                                             | Candidato/a     |
| Polar Music Prize                                        | 2010 | Björk                                    | Polar Music Prize                                                     | Riconoscimento  |
| Premio Bodil                                             | 2001 | Björk (per Dancer in the Dark)           | Miglior Attrice in un Ruolo Principale                                | Vincitore/trice |
| Premio Edda                                              | 2000 | Björk (per Dancer in the Dark)           | Miglior Attrice                                                       | Vincitore/trice |
| Premio Imagina                                           | 1999 | Hunter                                   | Prix PIXEL-INA Videoclip                                              | Candidato/a     |
| Premio Imagina                                           | 2000 | All Is Full of Love                      | Prix PIXEL-INA Miglior Scritto                                        | Candidato/a     |
| Premio italiano della musica                             | 1996 | Björk                                    | Artista Femminile dell'Anno                                           | Vincitore/trice |
| Premio musicale del consiglio nordico                    | 1995 | Björk                                    | Premio Musicale del Consiglio Nordico                                 | Candidato/a     |
| Premio musicale del consiglio nordico                    | 1997 | Björk                                    | Premio Musicale del Consiglio Nordico                                 | Vincitore/trice |
| Premio musicale nordico                                  | 2012 | Biophilia                                | Miglior Album Nordico                                                 | Candidato/a     |
| Premio musicale nordico                                  | 2016 | Vulnicura                                | Miglior Album Nordico                                                 | Candidato/a     |
| Premio musicale nordico                                  | 2018 | Utopia                                   | Miglior Album Nordico                                                 | Candidato/a     |
| Premio Oscar                                             | 2001 | I've Seen It All                         | Miglior Canzone Originale in un Film                                  | Candidato/a     |
| Premio portoghese della musica                           | 1998 | Björk                                    | Miglior Artista Internazionale                                        | Vincitore/trice |
| Premio portoghese della musica                           | 1998 | Björk                                    | Miglior Cantante Femminile                                            | Vincitore/trice |
| Premio Robert                                            | 2001 | Björk (per Dancer in the Dark)           | Miglior Attrice Protagonista                                          | Vincitore/trice |
| Premio Robert                                            | 2001 | SelmaSongs                               | Miglior Colonna Sonora                                                | Vincitore/trice |
| Q Awards                                                 | 2005 | Björk                                    | Premio Ispirazione                                                    | Riconoscimento  |
| Q Awards                                                 | 2007 | Earth Intruders                          | Miglior Video                                                         | Candidato/a     |
| Q Awards                                                 | 2011 | Björk                                    | Miglior Atto degli Ultimi 25 Anni                                     | Candidato/a     |
| Qwartz Electronic Music Awards                           | 2007 | Björk                                    | Quarzo d'Onore                                                        | Riconoscimento  |
| Rockbjörnen                                              | 1995 | Björk                                    | Miglior Donna Internazionale                                          | Vincitore/trice |
| Rober Awards Music Poll                                  | 2015 | Björk                                    | Miglior Artista Femminile                                             | Vincitore/trice |
| Rober Awards Music Poll                                  | 2015 | Björk                                    | Miglior Artista di Elettronica                                        | Vincitore/trice |
| Rober Awards Music Poll                                  | 2015 | Vulnicura                                | Album dell'Anno                                                       | Vincitore/trice |
| Rober Awards Music Poll                                  | 2015 | Stonemilker                              | Miglior Video Promozionale                                            | Vincitore/trice |
| Rober Awards Music Poll                                  | 2019 | Björk                                    | Miglior Artista Live                                                  | Candidato/a     |
| Satellite Award                                          | 2001 | Björk (per Dancer in the Dark)           | Miglior Attrice in un Film Drammatico                                 | Candidato/a     |
| Satellite Award                                          | 2001 | I've Seen It All                         | Miglior Canzone Originale                                             | Vincitore/trice |
| Shortlist Music Prize                                    | 2002 | Vespertine                               | Miglior Album                                                         | Candidato/a     |
| Southeastern Film Critics Association Awards             | 2000 | Björk (per Dancer in the Dark)           | Miglior Attrice                                                       | Candidato/a     |
| UK Music Video Awards                                    | 2008 | Wanderlust                               | Miglior Direzione Artistica in un Video                               | Vincitore/trice |
| UK Music Video Awards                                    | 2008 | Wanderlust                               | Miglior Video di Indie/Alternative                                    | Vincitore/trice |
| UK Music Video Awards                                    | 2008 | Wanderlust                               | Migliori Effetti Visivi in un Video                                   | Candidato/a     |
| UK Music Video Awards                                    | 2008 | Wanderlust                               | Video dell'Anno                                                       | Vincitore/trice |
| UK Music Video Awards                                    | 2013 | Mutual Core                              | Migliori Effetti Visivi in un Video                                   | Candidato/a     |
| UK Music Video Awards                                    | 2013 | Mutual Core                              | Miglior Direzione Artistica in un Video                               | Candidato/a     |
| UK Music Video Awards                                    | 2017 | Notget                                   | Miglior Video Interattivo                                             | Candidato/a     |
| UK Music Video Awards                                    | 2018 | The Gate                                 | Migliori Effetti Visivi in un Video                                   | Candidato/a     |
| UK Music Video Awards                                    | 2018 | Utopia                                   | Miglior Video di Alternative Internazionale                           | Candidato/a     |
| UK Music Video Awards                                    | 2018 | Arisen My Senses                         | Miglior Design di Produzione in un Video                              | Candidato/a     |
| UK Music Video Awards                                    | 2018 | Björk                                    | Miglior Artista                                                       | Candidato/a     |
| Virgin Media Music Awards                                | 2007 | Björk                                    | Miglior Atto Live                                                     | Candidato/a     |
| VIVA Comet Awards                                        | 2001 | Björk                                    | Premio Scelta del Pubblico                                            | Candidato/a     |
| Webby Award                                              | 2012 | Björk                                    | Artista Webby dell'Anno                                               | Riconoscimento  |
| Webby Award                                              | 2013 | Mutual Core                              | Film & Video Online – Musica                                          | Candidato/a     |
| Webby Award                                              | 2013 | Mutual Core                              | Film & Video Online – Musica – Voce del Popolo                        | Vincitore/trice |
| Žebřík Music Awards                                      | 1995 | Björk                                    | Miglior Artista Internazionale                                        | Candidato/a     |
| Žebřík Music Awards                                      | 1996 | Björk                                    | Miglior Donna Internazionale                                          | Candidato/a     |
| Žebřík Music Awards                                      | 1997 | Björk                                    | Miglior Donna Internazionale                                          | Vincitore/trice |
| Žebřík Music Awards                                      | 1997 | Björk                                    | Miglior Personalità Internazionale                                    | Candidato/a     |
| Žebřík Music Awards                                      | 1997 | Björk                                    | Miglior Novità Internazionale                                         | Candidato/a     |
| Žebřík Music Awards                                      | 1998 | Björk                                    | Miglior Donna Internazionale                                          | Candidato/a     |
| Žebřík Music Awards                                      | 1999 | Björk                                    | Miglior Donna Internazionale                                          | Candidato/a     |
| Žebřík Music Awards                                      | 2000 | Björk                                    | Miglior Donna Internazionale                                          | Candidato/a     |
| Žebřík Music Awards                                      | 2000 | Björk                                    | Miglior Personalità Internazionale                                    | Candidato/a     |
| Žebřík Music Awards                                      | 2001 | Björk                                    | Miglior Personalità Internazionale                                    | Candidato/a     |
| Žebřík Music Awards                                      | 2001 | Björk                                    | Miglior Donna Internazionale                                          | Vincitore/trice |
| Žebřík Music Awards                                      | 2001 | Vespertine                               | Miglior Album Internazionale                                          | Candidato/a     |
| Žebřík Music Awards                                      | 2001 | Pagan Poetry                             | Miglior Video Internazionale                                          | Candidato/a     |
| Žebřík Music Awards                                      | 2002 | Björk                                    | Miglior Donna Internazionale                                          | Candidato/a     |
| Žebřík Music Awards                                      | 2003 | Björk                                    | Miglior Donna Internazionale                                          | Candidato/a     |
| Žebřík Music Awards                                      | 2004 | Medúlla                                  | Miglior Album Internazionale                                          | Candidato/a     |
| Žebřík Music Awards                                      | 2004 | Oceania                                  | Miglior Canzone Internazionale                                        | Candidato/a     |
| Žebřík Music Awards                                      | 2005 | Björk                                    | Miglior Donna Internazionale                                          | Candidato/a     |
| Žebřík Music Awards                                      | 2006 | Björk                                    | Miglior Donna Internazionale                                          | Candidato/a     |
| Žebřík Music Awards                                      | 2007 | Björk                                    | Miglior Donna Internazionale                                          | Candidato/a     |
| Žebřík Music Awards                                      | 2008 | Wanderlust                               | Miglior Video Internazionale                                          | Candidato/a     |